# Am I Dreaming
Singles de Kat DeLuna featuring Akon
Run the Show
(2008)
Pistes de 9 Lives
Run the Show Whine Up
Am I Dreaming est une chanson de la chanteuse américaine Kat DeLuna, extraite de son premier album studio 9 Lives. Il était prévu comme étant le second single de l'album, mais a été repoussé en faveur de Run the Show. Puis il était prévu comme étant le troisième single, mais fut encore repoussé en faveur de In The End.

## Clip vidéo
Le clip de Am I Dreaming a été tourné en République dominicaine. Des images du clip sont disponibles sur son site internet. Le clip est notamment disponible sur You Tube.

## Charts
| Chart (2008)                          | Peak position |
| ------------------------------------- | ------------- |
| French Airplay Top 100                | 53            |
| U.S. Billboard Latin Tropical Airplay | 26            |
| Mexico                                | 96            |
| Latin America                         | 10            |